# Ramadasa biarcuata
Ramadasa biarcuata är en fjärilsart som beskrevs av W. Warren 1916. Ramadasa biarcuata ingår i släktet Ramadasa och familjen nattflyn. Inga underarter finns listade.